# دوج‌کوین
دُوْج‌کوین یا دوژکوین (به انگلیسی: Doge Coin) ‎/ˈdoʊ(d)ʒkɔɪn/‎ DOHZH-koyn یا DOHJ-koyn) با نماد Ð و با واحد اختصاری «DOGE» یک ارز دیجیتال از گونه رمزارز است. اما باید دانست که دوج کوین در حقیقت به خودی خود شاید دارای ارزش نباشد بلکه یک ارز دیجیتال جامعه محور است. یعنی ارزش آن بر اساس تعداد هولدرها و خریداران آن تعیین می‌شود. دوج‌کوین رمزارزی همتابه‌همتا و متن‌باز است و نخستین‌بار در سال ۲۰۱۳ معرفی شد و قصد دارد به عنوان پول مجازی شبکه‌های اجتماعی برای ارسال پاداش و انعام و پرداخت‌های نفربه‌نفر در این فضا استفاده شود. از تصویر یک سگ ژاپنی از نژاد شیبا اینو به‌نام دوج به‌عنوان شانس بیار این ارز استفاده می‌شود.

## پیدایش و چگونگی
از دوج‌کوین مانند دیگر رمز ارزها می‌توان در خرید از انواع فروشگاه‌ها استفاده کرد. هم‌اکنون بیش از ۱۴۰۰ فروشگاه آنلاین و آفلاین، رمزارز دوج‌کوین را برای پرداخت قبول می‌کنند. از دیگر کاربردهای آن تقدیر از یک محتوای با ارزش در شبکه‌های اجتماعی مقداری دوج‌کوین است. بدین ترتیب علاوه بر پسندیدن (لایک کردن)، تقدیر و تشکر مادی هم از پدیدآورنده به عمل آورند. هم‌اکنون کاربران در وبگاه ردیت می‌توانند از این سازوکار بهره ببرند.
دوج‌کوین یک سال پس از معرفی در سال ۲۰۱۴ موفق شد ۶۰ میلیون دلار سرمایه جذب کند و این روند همچنان ادامه پیدا کرد تا اینکه در اواخر ۲۰۱۷ ارزش سرمایه آن به یک میلیارد دلار رسید. در مقام مقایسه با دیگر ارزهای رمزپایه، دوج‌کوین نرخ انتشار بالایی دارد و تا اواسط سال ۲۰۱۵ نزدیک به ۱۰۰ میلیون دوج‌کوین استخراج شده است.
دوج‌کوین به وسیله یک برنامه‌نویس به نام بیلی مارکوس که عضو شرکت IBM به همراه جکسون پالمر که در آن زمان عضو شرکت ادوبی (Adobe) بودند به عنوان یک «ارز سرگرمی» توسعه داده شد. البته نام مستعار «شیبه‌توشی ناکاموتو» (نامی طنز برگرفته از خالق بیت‌کوین، ساتوشی ناکاموتو) نیز یکی دیگر از بنیانگذاران این رمزارز است. هدف اصلی بیلی مارکوس ایجاد یک ارز دیجیتالی برای سرگرمی بود که بازهٔ گسترده‌تری نسبت به بیت‌کوین داشته باشد و افراد بیشتری بتوانند از آن استفاده کنند.
در ابتدای فعالیت، الگوریتم این ارز به گونه‌ای توسعه داده شده بود که به صورت تصادفی به استخراج کنندگان پاداش می‌داد اما این الگوریتم بعدها اصلاح شد.
این رمز ارز بر اساس لایت‌کوین ساخته شده است و از فناوری مشابه‌ای در الگوریتم اثبات کار استفاده می‌کند.
استفاده از این فناوری به این معنا است که استخراج کنندگان نمی‌توانند از SHA-256 که شامل تجهیزات استخراج بیت کوین می‌شود استفاده کنند. در بالاترین قیمت، ارزش دوج‌کوین در بازه زمانی کوتاه به اعداد ۶۰ سنت رسید.
هم‌اکنون مدیران اصلی و توسعه دهندگان دوج کوین سعی دارند تا آن را به روشی برای پرداخت آنلاین در شرکت‌هایی همانند توئیتر تبدیل نمایند و آن را برای پرداخت خدمات اصلی در اینترنت همانند ترجمه تخصصی، خرید آنلاین خودرو، خرید خودروهای تسلا و هرگونه خرید مبتنی بر اینترنت تبدیل نمایند و در واقع مقیاس کاربردپذیری آن را توسعه دهند.

## حباب رمز ارزها
ارزش دوج‌کوین به همراه سایر رمز ارزها در حباب قیمت ارزهای دیجیتال در پایان ۲۰۱۷ به شدت افزایش یافت. همچنین به همراه سایر رمز ارزها در پایان ۲۰۱۸ سقوط کرد. دوج‌کوین در اوج قیمت خود با ارزش ۰٫۰۱۸ دلار معامله می‌شد و ارزش سرمایهٔ بازار آن بیش از ۲ میلیارد دلار بود.
دوج‌کوین در تابستان ۲۰۱۹ نیز به همراه سایر رمز ارزهای موجود در بازار شاهد جهش قیمت دیگری بود. طرفداران دوج‌کوین از این‌که صرافی رمز ارز بایننس این کوین را نیز در فهرست خود قرار داد بسیار خوشحال شدند.

## رشد صعودی
در چهار ماههٔ نخست سال ۲۰۲۱ قیمت دوج‌کوین توسط ایلان ماسک و کاربران فروم اینترنتی ردیت با عنوان (r/wallstreetbets) توانست رشدی ۱۵۹۸۲٪ (۱۶۰ برابری) را تجربه کند.

## استخراج
شیوه پیاده‌سازی دوج‌کوین اختلاف زیادی با لایت‌کوین دارد. زمان ساخت هر بلوک دوج‌کوین هر ۱ دقیقه است در صورتی که این زمان برای لایت‌کوین هر ۲٫۵ دقیقه است.

## خودروسازی تسلا
در ۱۴ ژانویه ۲۰۲۲ ایلان ماسک، مدیر عامل شرکت تسلا در توئیتر اعلام کرد که این شرکت رمزارز دوج‌کوین را به عنوان روش پرداخت برای برخی محصولات این خودروسازی می‌پذیرد. اعلام این خبر باعث جهش در قیمت دوج‌کوین شد.